# Mouvement KuToo
Le mouvement KuToo (KuToo運動, kūtū undō), ou mouvement #KuToo, est un mouvement social de protestation contre l'obligation tacite faite aux femmes japonaises de porter des chaussures à talon sur leur lieu de travail. Inspiré par le mouvement MeToo, il a débuté sur le réseau social Twitter, en 2019, à l'initiative de Yumi Ishikawa, une actrice japonaise.

## Origine
En janvier 2019, Yumi Ishikawa publie sur le réseau social Twitter un message de protestation contre les employeurs qui exigent de leurs employées le port de chaussures à talon. Sous le hashtag « #KuToo », l'actrice japonaise, qui a activement participé au mouvement #MeToo — mouvement peu suivi au Japon —, dénonce une pratique sexiste. Le mouvement #KuToo est lancé,.
La jeune femme de trente-deux ans, autrefois hôtesse d'accueil, affirme avoir changé de métier à cause du port quotidien de chaussures à talon. Son message devient viral — il est partagé plus de 30 000 fois — et suscite de nombreuses réactions,. Les témoignages, mais aussi des critiques et des insultes, s'accumulent ; plusieurs affichent des photos de pieds endoloris par une journée de travail en chaussures à talon haut,. Des dizaines de milliers de femmes expriment leur exaspération face à une règle tacite, imposée aux femmes dans beaucoup d'entreprises japonaises,.

## Tradition vestimentaire professionnelle

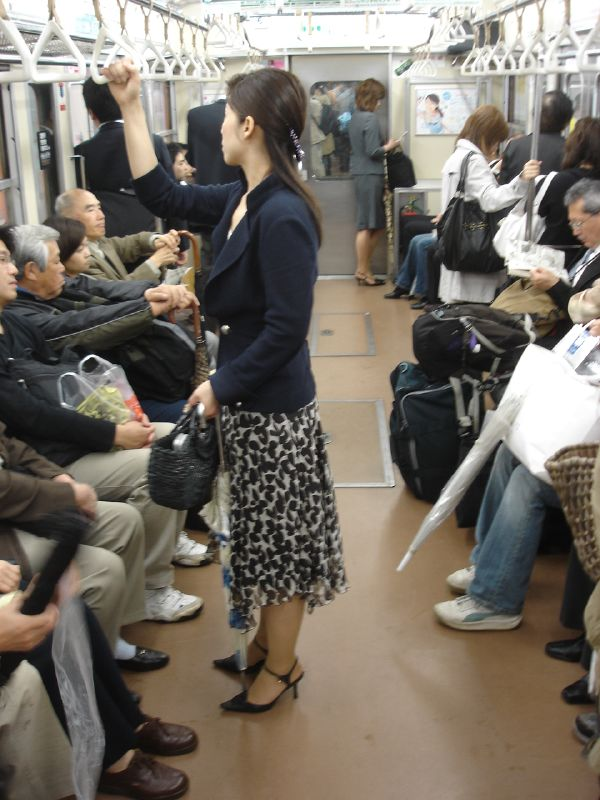
Une office lady, dans une rame du métro de Tokyo (2006).

Dans nombre d'entreprises japonaises, l'uniformité vestimentaire est de rigueur. Pour les femmes, en particulier, le chemisier blanc, l'ensemble tailleur bleu marine et les escarpins noirs — tenue typique de l’office lady — sont couramment promus. Le code vestimentaire professionnel japonais comprend, pour les femmes, une injonction traditionnelle implicite à porter des chaussures à talon,. Selon un sondage réalisé en octobre 2019 par le Rengō, syndicat professionnel japonais, 57,1 % des personnes en emploi interrogées affirment être soumises à un code vestimentaire, sur leur lieu de travail. Dans les secteurs de l'hôtellerie et de la restauration, le chiffre atteint 86,7 %, 71,4 % dans ceux de la finance et l'assurance. Le plus faible pourcentage, 33,3 %, est associé au BTP. Le sondage montre aussi qu'environ 11 % des entreprises établies au Japon fixent réglementairement la hauteur des talons de leur salariées,. Si le Japon dispose d'une législation interdisant la discrimination de sexe lors du recrutement en entreprise, de la formation et de la promotion professionnelles, aucune loi nationale ne régit les codes vestimentaires des entreprises et des administrations.

## Pétition nationale
En février 2019, sur le site web Change.org, Yumi Ishikawa lance une pétition adressée au ministère de la Santé, du Travail et des Affaires sociales. Le texte de la pétitionnaire demande l'abolition d'un usage sexiste : l'obligation tacite faite aux femmes de porter, sur leur lieu de travail, des chaussures à talon. Début juin, au moment de l'ouverture d'une période de recrutement groupé de nouveaux diplômés, la pétition en ligne est remise au ministère. En réponse, Takumi Nemoto, ministre de la Santé, du Travail et des Affaires sociales, déclare que l'usage est accepté, que, tant qu'une femme n'est pas blessée, il ne constitue pas une forme de harcèlement et qu'il est nécessaire et approprié dans le cadre professionnel,. De son côté, le secrétariat d'État à l’égalité des chances annonce ne pas soutenir une telle convenance et ne pas envisager de légiférer sur le sujet. Sur le web, des internautes défient le représentant du gouvernement du Premier ministre Shinzō Abe, l'invitant à porter des chaussures à talon haut pendant une journée,. En juin, la pétition rassemble près de 30 000 signatures,.

## Conséquences
Au mois d'août 2019, NTT Docomo, un des trois plus importants opérateurs de télécommunications du Japon, annonce l'assouplissement du code vestimentaire qu'il impose à ses employées. Le groupe bancaire Sumitomo Mitsui et les opérateurs KDDI et SoftBank font de même quelques mois plus tard,,.
En novembre 2019, des médias, tels que Nippon TV, exposent les raisons avancées par certaines entreprises japonaises pour justifier l'interdiction du port de lunettes appliquée aux seules femmes. Les compagnies aériennes mettent en avant des raisons de sécurité. La grande distribution estime que les lunettes confèrent aux femmes une impression de froideur. Pour les restaurateurs, les lunettes s'accordent mal avec le kimono,. Rapidement, sur les réseaux sociaux, le hashtag « les lunettes sont interdites » devient populaire et les débats s'animent,. Début décembre 2019, Yumi Ishikawa remet au ministère du Travail une nouvelle pétition, signées par plus de 30 000 personnes. Sa demande est enregistrée par l'administration gouvernementale, qui travaille à l'élaboration d'une nouvelle législation visant à lutter contre le harcèlement au travail.
En mars 2020, au cours d'une session parlementaire de la Diète du Japon, interpellé par un représentant du Parti communiste japonais, Shinzō Abe affirme que les femmes n'ont pas à subir des codes vestimentaires les contraignant à endurer de la douleur. Il indique aussi qu'il est délicat pour l'État d'intervenir directement dans la réglementation interne des entreprises privées,.
Au printemps 2020, les compagnies aériennes japonaises Japan Airlines (JAL) et All Nippon Airways (ANA) révisent leur réglementation en matière de tenue vestimentaire professionnelle. 
Le règlement intérieur de la JAL, qui imposait des talons hauts, de trois à quatre centimètres aux hôtesses de l'air et de trois à six centimètres aux employées au sol, est amendé. L'obligation de porter des chaussures à talon est abolie. De même, dans l'entreprise ANA, la contrainte réglementaire des talons de trois à cinq centimètres de hauteur est supprimée,.
Si le mouvement reçoit le soutien de quelques dirigeantes d'entreprises, des critiques tentent de le discréditer, certaines s'appuyant sur le passé professionnel de sa fondatrice, d'autres l'accusant d'être égoïste ou impolie. Le succès relatif de ce mouvement ainsi que celui d'une campagne ultérieure, #dontbesilent, n'empêchent pas le Japon d'être classé, en 2019, 121e sur 153 pays dans le Global Gender Gap Index, en recul d'onze places par rapport à 2018,.